# Florentino Pérez

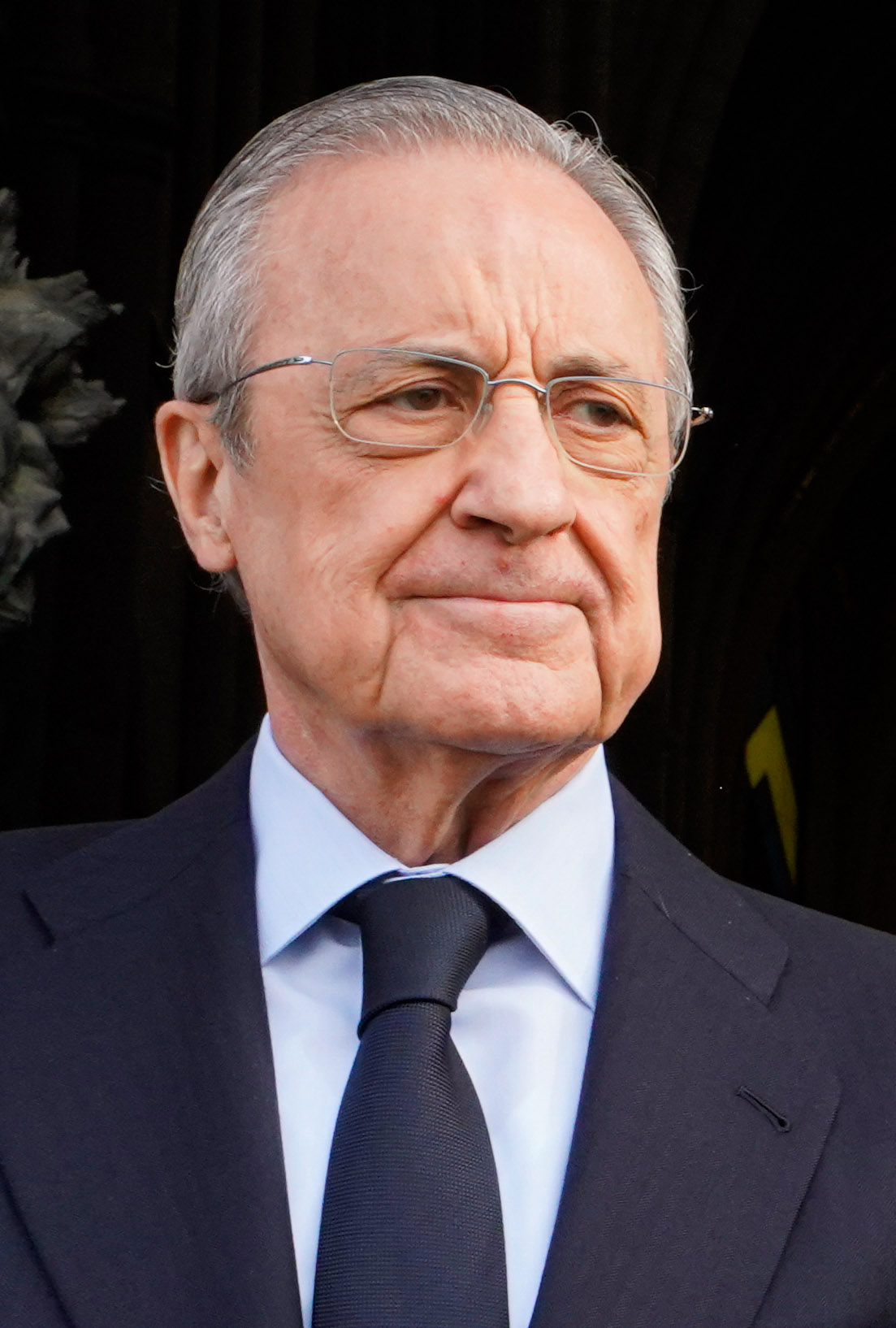
Florentino Pérez (2022)

Florentino Pérez Rodríguez (* 8. März 1947 in Madrid) ist ein spanischer Unternehmer, Fußballfunktionär und ehemaliger Politiker. Er ist einer der Hauptaktionäre und Chairman des Bauunternehmens ACS. International wurde er zwischen 2000 und 2006 sowie wieder seit 2009 als Präsident des Fußballvereins Real Madrid bekannt.

## Biografie
Florentino Pérez wuchs mit vier Geschwistern in einer gutbürgerlichen Familie auf. Sein Vater führte zwei Parfümerien in Madrid und war Präsident der Kooperative Coperlim. Pérez studierte Film, verfolgte das Studium jedoch nicht bis zu einem Abschluss.
Pérez ist Ingenieur der Escuela Técnica Superior de Ingenieros de Caminos, Canales y Puertos der Universidad Politécnica de Madrid und hält Vorlesungen als Professor in physikalisch-technischem Basiswissen.
Während der Franco-Ära war er zwischen 1973 und 1976 Generaldirektor der spanischen Vereinigung für das Straßenwesen. 1976 ging er zur städtischen Umwelt- und Bauverwaltung Madrids.
1979 trat Pérez in die zentristische Unión de Centro Democrático (UCD, Union des demokratischen Zentrums) des damaligen Ministerpräsidenten Adolfo Suárez ein, wo er zeitweise als Mitglied des Stadtrates von Madrid gewählt wurde, um später als Generaldirektor für Transportinfrastruktur des nationalen Ministeriums für Verkehr, Tourismus und Kommunikation zu fungieren. 1981 wurde er zum Vizepräsidenten des Instituts für Reformen und Agrarentwicklung des nationalen Ministeriums für Landwirtschaft, Fischerei und Ernährung ernannt. Nach der Niederlage der UCD bei den Parlamentswahlen 1982 gab er diese Funktion auf. Nach der Auflösung der UCD trat er in den gemäßigt konservativen Partido Reformista Democrático (PRD) ein, dessen Generalsekretär er wurde und für welche er sich auch zum Kandidaten bei den Parlamentswahlen 1986 aufstellen ließ.

### Rolle als Unternehmer
1983 wurde Pérez zum Vizepräsidenten des Bauunternehmens Padrós SA ernannt. Zum Preis einer symbolischen Peseta kaufte er die bankrotte Baufirma, die er zum Grundstein seines Bauimperiums machte.
1991 trat er in den Verwaltungsrat der Société Auxiliaire d’Entreprises (SAE) ein, einer französischen Baufirma, die zur OCISA-Gruppe von Bauunternehmen gehörte. Im Folgejahr wurde er zum Präsidenten und Verwaltungsratsmitglied der OCISA ernannt. Pérez ist einer der wichtigsten Aktionäre der OCISA, aber auch Präsident der Edificios Balcón und der Sociedad Española de Montajes Industriales y de Construcciones Padrós, die ebenfalls zur OCISA gehört. 1993 wurde Pérez zum Präsidenten der OCP Construcciones SA und der Sociedad Española de Montajes Industriales de Electricidad Cobra SA.
1997 wurde er zum Direktor des Bauunternehmens Actividades de Construcciones y Servicios (Grupo ACS), das aus der Fusion der beiden Baukonzerne OCP und Ginés y Navarro entstanden war. ACS ist in etwa 50 Ländern der Erde mit etwa 120.000 Beschäftigten aktiv. Als Präsident der ACS wurde Pérez für seine professionelle Umwandlung von der Zeitschrift Actualidad Económica mit dem jährlich vergebenen Preis des Besten Unternehmers geehrt. Der langanhaltende, starke Bauboom in Spanien, bei dem allein 2006 mit 860.000 Wohnungen so viele Wohnungen in Spanien errichtet wurden wie im gleichen Zeitraum in Frankreich, Großbritannien und Deutschland zusammen genommen, unterstützte seinen Erfolg mit dem Marktführer unter Spaniens Baukonzernen. ACS ist auch im Immobilien- und Telekommunikationsgeschäft sowie bei Mautautobahnen engagiert; ACS wurde zwischenzeitlich Hauptaktionär bei den zweit- und drittplatzierten spanischen Energiekonzernen Iberdrola und Unión Fenosa (inzwischen verkauft an Gas Natural). Mit 1,3 Mrd. Euro kaufte sich ACS Anfang 2007 mit 25 % beim größten deutschen Baukonzern Hochtief ein.
Mit einem geschätzten Privatvermögen von 1,9 Mrd. Euro wurde Pérez im Jahr 2007 erstmals auf Platz 538 der Liste der reichsten Menschen der Welt des Forbes Magazines geführt. Das prestigeträchtige Wirtschaftsmagazin Harvard Business Review wählte ihn im Jahr 2010 an der 37. Stelle in die Liste der 50 erfolgreichsten Vorstandsvorsitzenden der Welt.

### Rolle im Fußball
Bei seiner erstmaligen Kandidatur zur Präsidentschaft von Real Madrid unterlag Pérez im Februar 1995 gegen Ramón Mendoza mit ca. 700 Stimmen.
Im Juli 2000 kandidierte er erneut bei den Präsidentschaftswahlen von Real Madrid, bei denen er mit 16.469 Stimmen gegenüber 13.302 Stimmen für seinen Gegenkandidaten Lorenzo Sanz gewann, der sich wegen der erfolgreichen europäischen Wettbewerbe 1998 und 2000 erhofft hatte, wiedergewählt zu werden. Pérez konzentrierte jedoch seine Kritik am vorangegangenen Vorstand, wie bereits 1995, auf das Missmanagement des Vereins. 2004 wurde Pérez mit 94,2 % wiedergewählt. Während seiner Präsidentschaft wurde der mit 270 € Mio. hoch verschuldete Fußballklub wirtschaftlich saniert. Im Mai 2001 wurde das Trainingsgelände Ciudad Deportiva in der Madrider Innenstadt für umgerechnet 480 Millionen Euro an die Firmen OHL, Repsol, Mutua Madrileña und Sacyr Vallehermoso verkauft, was die Begleichung von Schulden ermöglichte. Obwohl in manchen Medien zunächst behauptet wurde, die Stadt Madrid habe das Gelände erworben, kam auch die EU-Wettbewerbskommission im November 2004 zu dem Schluss, dass sämtliche Käufer des Grundstücks Privatunternehmen waren. Auf dem Gelände entstand der Hochhauskomplex Cuatro Torres Business Area. Am westlichen Stadtrand errichtete der Klub daraufhin ein neues Trainingsgelände, die Ciudad Real Madrid.
Stars wie Zinédine Zidane, Luís Figo, David Beckham, Michael Owen, Ronaldo oder Robinho wurden während der anfangs als „Galaktischen-Ära“ bezeichneten Phase verpflichtet, in der Pérez ankündigte, jede Saison einen weiteren internationalen Star zu verpflichten. Real Madrid wurde 2001 und 2003 spanischer Meister in der Primera División und 2002 Sieger der Champions League und des Weltpokals. Pérez ließ die neue Ciudad Deportiva von Real Madrid errichten, das modernste Trainingszentrum der Welt und verwirklichte eine Reihe von Verbesserungen am Estadio Santiago Bernabéu, das er vollständig modernisieren ließ.
Zu seinen umstrittensten Entscheidungen gehörte die Ablehnung der Verlängerung für Trainer Vicente del Bosque und Kapitän Fernando Hierro, unmittelbar nachdem sie 2003 die spanische Meisterschaft gewonnen hatten. Im Urteil mancher Fußballkenner wurde jedoch die Auseinandersetzung zwischen Pérez und dem defensiven Mittelfeldspieler Claude Makélélé entscheidend: Als Makélélé mit Unterstützung von Zidane, Raúl, Steve McManaman und Fernando Morientes um eine Vertragsverbesserung bat, ließ Pérez ihn auflaufen, setzte ihn letztlich auf die Transferliste, verkaufte ihn an den FC Chelsea und zog im Nachhinein über seine Leistung her. Mit Makélélé ging jedoch die Ausgewogenheit zwischen Offensive und Defensive bei Real Madrid verloren. Pérez ließ jedoch unverdrossen weiter eher nach offensiven Kräften Ausschau halten.
Am 27. Februar 2006 trat er wegen der schlechten sportlichen Entwicklung als Präsident von Real Madrid zurück. Sein Rücktritt kam unerwartet und überraschend, obwohl wegen der schweren Krise nachvollziehbar, in die der Club nach drei Jahren ohne sportliche Erfolge rutschte, was seit fünfzig Jahren nicht mehr passiert war. Ein Jahr nach seinem Rücktritt starb sein Vater Don Eduardo Pérez im Alter von 90 Jahren.

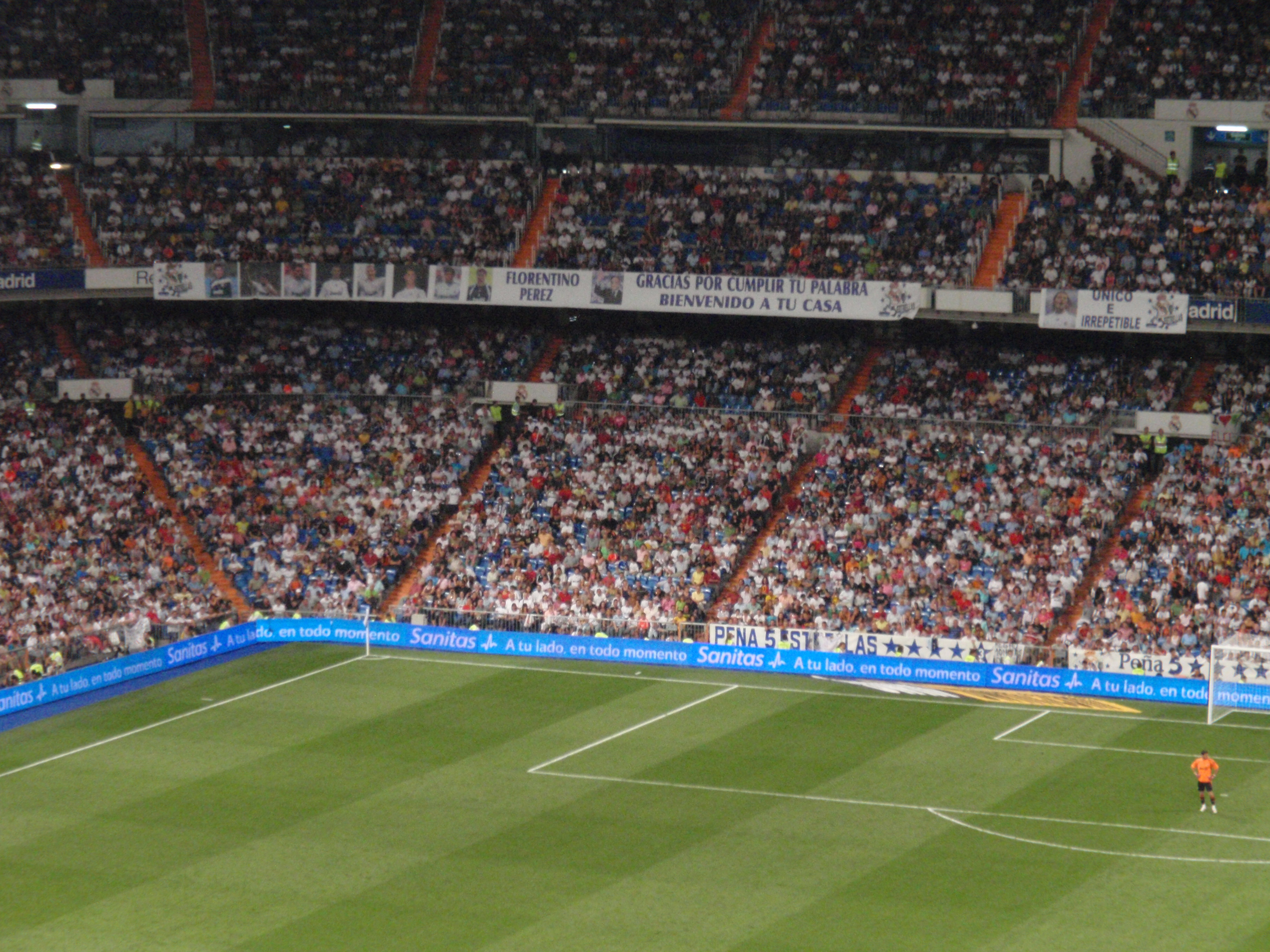
Fans bedanken sich im August 2009 mit einem Banner für die prompte Umsetzung der von ihm angekündigten Starverpflichtungen.

Seit Juni 2009 ist er zum dritten Mal Präsident von Real Madrid, nachdem vor der entscheidenden Wahl der einzige potenzielle Kontrahent seine Kandidatur zurückzog. Florentino Pérez war der einzige Interessent, der es schaffte, die nötige Bürgschaft von über 50 Millionen Euro aufzubringen. Bereits innerhalb der ersten zwei Monate im Amt verpflichtete Pérez Stars wie Cristiano Ronaldo, Kaká, Karim Benzema, Raúl Albiol und Xabi Alonso. Am 2. Juni 2013 wurde Pérez mit einer vierten Amtszeit als Präsident betraut. 2021 wurde er zu einer mittlerweile sechsten Amtszeit bis 2025 gewählt, nachdem auch dieses Mal der einzige potenzielle Gegenkandidat seine Kandidatur kurzfristig zurückzog.
Im April 2021 wurde bekannt, dass er Präsident der geplanten Super League werden solle. Deren Realisierung scheiterte jedoch bereits am 21. April durch den Rückzug mehrerer als Teilnehmer vorgesehener Vereine.
Im Januar 2025 wurde er für eine weitere Amtszeit bis 2029 wiedergewählt.

## Persönliches
Florentino Pérez war mit María Angeles Sandoval (besser bekannt als Pitina) verheiratet. Sie sollen sich im El Corte Inglés kennengelernt haben, wo seine spätere Ehefrau als Sekretärin in einer medizinischen Praxis tätig war. María Angeles Sandoval hat Florentino Pérez oft bei seinen Stadionbesuchen und Reisen begleitet. Das Paar hatte drei Kinder, von denen zwei auch eine gewisse Bekanntheit erlangt haben. Die Tochter Cuchy wurde Journalistin, doch wurde sie später eher mit ihrem Restaurant „El Babero“ bekannt. Der Sohn Fernando führt die Bäckerei Ariadna Gateau. Im 2012 ist María Angeles Sandoval nach 42 Jahren Ehe gestorben. Die Yacht von Florentino Pérez heißt Pitina III. Pérez gilt als ein leidenschaftlicher Filmliebhaber und schaut sich in seiner Freizeit gerne Filme an.